# アグリードール (映画)
『アグリードール』（UglyDolls）は2019年のアメリカ合衆国のアニメーション映画。監督はケリー・アズベリー、主演はケリー・クラークソンが務めた。なお、本作はアズベリー監督の遺作となった。
本作は日本国内で劇場公開されなかったが、2020年7月22日にデジタル配信された。

## ストーリー
本作は人形たちが人間のように意志を持っている世界を舞台としている。子供たちには1体の特製人形が行き渡ることになっていたが、製作過程で傷が付いた人形は都会から遠く離れた村、アグリーヴィルに遺棄されていた。「出来損ない」の烙印を押された人形たちだったが、彼らは彼らなりに幸せな生活を送っていた。
村人の一人、モキシーは「大きな世界」の存在を信じており、そこに行けば子供のオモチャになれると確信していた。村長のオックスは「そんなのはお伽噺でしかない」とモキシーに言い聞かせたが、彼女は聞く耳を持たなかった。そんなある日、モキシーは村一番の知恵者、ラッキー・バットから「新しい村人は穴を通ってくるわけだが、その穴は別世界に通じているのではないか。その別世界こそ、君が言う大きな世界だと思う。」というアドバイスを受けた。モキシーはラッキー・バットら友人たちの力を借りて穴の調査に乗り出した。
穴を通り抜けた一行は完璧機構の建物に辿り着いた。完璧機構は人形に様々な試験を課し、その試験に合格した完璧な人形だけを完璧な子供たちに送り届けていた。モキシーたちは機構の代表者（ルー）に「自分たちにもテストを受けさせてくれ」と懇願したが、ルーは「君たちには受験資格すらない」と一蹴した。しかし、モキシーが執拗に食い下がったため、ルーは特別に試験を受ける許可を出した。受験者が滞在する宿舎で、一行はマンディと名乗る人形の歓迎を受けた。マンディは目が悪いにも拘わらず、絶対に眼鏡をかけようとはしなかった。マンディにとって、眼鏡をかけることは自らが完璧ではないことを証明するようなものだったからである。
翌日、モキシーたちはテストのためのトレーニングに参加したが、散々な結果に終わった。その頃、ルーは手下3人（チューズデイ、キティ、リディア）にオックスの身柄を拘束するよう命じていた。オックスとルーは友人だったが、前者がテストに合格しなかったため、それ以来離ればなれになっていた。不完全とジャッジされることによる屈辱を身を以て知っていたため、オックスはアグリーヴィルに来た人形たちに外の世界の存在を隠していたのであった。ほどなくして、訓練について行けず、完全に自信を失ったモキシーはアグリーヴィルに帰ることにした。
アグリーヴィルの村人たちはモキシーたちの挑戦が失敗に終わったことを知って落胆した。失意の底に沈むモキシーだったが、マンディに慰められていつもの自信を取り戻した。そして、再度テストに挑む決意を固めた。ところが、その矢先、モキシーとマンディはルーの手下3人に拉致されてデス・トラップに放り込まれてしまった。2人は絶体絶命の危機に陥ったが、他の村人たちに救出されて事なきを得た。その後、モキシーをはじめとする村人たちは総出でテストに挑戦することにした。

## キャスト
- モキシー - ケリー・クラークソン（吹替：沖佳苗）
- マンディ - ジャネール・モネイ（吹替：大橋彩香）
- ルー - ニック・ジョナス（吹替：松本梨香）
- オックス - ブレイク・シェルトン（吹替：鶴岡聡）
- アグリー・ドッグ - ピットブル
- ウェイジ - ワンダ・サイクス
- ラッキー・バット - ワン・リーホン（吹替：中川亜紀子）
- バボ - ガブリエル・イグレシアス（英語版）（吹替：福原かつみ）
- ウェッジヘッド - エマ・ロバーツ
- アイス・バット - ショーン・カヴァナー
- チューズデイ - ビービー・レクサ
- キティ - チャーリー・エックス・シー・エックス（吹替：新田恵海）
- リディア - リゾ
- ペギー - アイス-T
- ジャンボトロン - ローラ・ニコール・ハリソン
- スキャナー - ジェーン・リンチ
- 早口なネコ/オリヴァー/料理人/ボーイ - ケリー・アシュビー（英語版）
- メーガン - ナタリー・マルティネス
- マイケル - スティーヴン・ジンペル
- ノーラン - エンリケ・サントス
- ロボット - ロブ・リグル

## 製作
2011年5月26日、イルミネーション・エンターテインメントがアグリードールの映画化権を獲得したと発表した。2015年5月28日、STXエンターテインメントが家族向けアニメ映画の製作に注力する部門を新設し、その第1作としてアグリードールの映画化を進めることになったと報じられた。2017年3月、ロバート・ロドリゲスが本作の監督に起用された。
2018年3月13日、ピットブルの出演が決まったと報じられた。5月23日、ロドリゲスの降板を受けて、ケリー・アズベリーが後任の監督に起用されるとの報道があった。7月、ケリー・クラークソンがキャスト入りした。8月29日、ニック・ジョナスが本作に出演することになったと報じられた。9月、ワンダ・サイクス、ガブリエル・イグレシアス、ブレイク・シェルトンの出演が決まった。10月、エマ・ロバーツとジャネール・モネイがキャスト入りしたと報じられた。

## 音楽・サウンドトラック
2018年7月11日、クリストファー・レナーツが本作で使用される楽曲を手掛けることになったと報じられた。2019年3月27日、サウンドトラックの発売に先立って、ケリー・クラークソンの『Broken & Beautiful』がシングルカットされた。4月11日、アニッタが歌う『Ugly』が先行発売されたが、その際、サウンドトラックには収録されていない同曲のポルトガル語版も合わせて発売された。26日、本作のサウンドトラックが発売された。

## 公開・マーケティング
当初、本作は2019年10月4日に全米公開される予定だったが、同日に封切られる『名探偵ピカチュウ』との競合を避けるべく、公開日が同年10月11日に前倒しされた。
2019年1月11日、本作のファースト・トレイラーが公開された。2019年4月12日、本作のセカンド・トレイラーが公開された。5月19日、本作のファイナル・トレイラーが公開された。
製作サイドは本作の宣伝に約4000万ドルを費やしたとされる。

## 興行収入
本作は『ロング・ショット 僕と彼女のありえない恋』及び『侵入する男』と同じ週に封切られ、公開初週末に1050万ドル前後を稼ぎ出すと予想されていたが、実際の数字はそれを下回るものとなった。2019年5月3日、全米3652館で公開され、公開初週末に860万ドルを稼ぎ出し、週末興行収入ランキング初登場4位となった。

## 評価
本作に対する批評家の評価は芳しいものではない。映画批評集積サイトのRotten Tomatoesには49件のレビューがあり、批評家支持率は32%、平均点は10点満点で4.44点となっている。サイト側による批評家の見解の要約は「ストーリーは万人受けするものだが、型にはまっており、どこかで見たような要素が盛りだくさんである。それに気が付く可能性が低い幼稚園児たちなら、『アグリードール』を楽しめるかもしれない。」となっている。また、Metacriticには17件のレビューがあり、加重平均値は39/100となっている。なお、本作のCinemaScoreはB+となっている。